# 巴克兰农村居民点
巴克兰农村居民点（俄语：Бакланское сельское поселение）是俄罗斯联邦布良斯克州波切普区所属的一个农村居民点。其下辖有19个居民点，行政中心为巴克兰。据2015年统计，该农村居民点的人口为1999人。